# Jean Swiatek
Pour les articles homonymes, voir Swiatek.
Jean Swiatek, né Janek Swiatek le 11 décembre 1921 à Duszniki-Zdrój (Pologne) et mort le 17 mai 2017 à Talence,, est un footballeur international français. Il a été arrière central aux Girondins de Bordeaux.

## Biographie
Jean Swiatek passe toute sa carrière professionnelle aux Girondins de Bordeaux. Avec ce club, il est champion de France en 1950 et finaliste de la coupe de France en 1952.
Jean Swiatek reçoit 5 sélections en équipe de France. Il obtient sa 1re sélection le 24 décembre 1944, lors d'un match amical face à la Belgique. Sa dernière sélection a lieu le 4 juin 1950, toujours face à la Belgique.

## Carrière de joueur
- 1944-1953 :  Girondins de Bordeaux[5]

## Palmarès
- International A de 1944 à 1950 (5 sélections)[6]
- Champion de France en 1950 avec les Girondins de Bordeaux
- Finaliste de la Coupe de France en 1952 avec les Girondins de Bordeaux